# Vilusi (Gradiška)
Vilusi (en serbio: Вилуси) es una aldea de la municipalidad de Gradiška, Republika Srpska, Bosnia y Herzegovina.

## Población
| Composición de la Población - Aldea de Vilusi | Composición de la Población - Aldea de Vilusi | Composición de la Población - Aldea de Vilusi | Composición de la Población - Aldea de Vilusi | Composición de la Población - Aldea de Vilusi |
| --------------------------------------------- | --------------------------------------------- | --------------------------------------------- | --------------------------------------------- | --------------------------------------------- |
|                                               | 2013                                          | 1991                                          | 1981                                          | 1971                                          |
| Total                                         | 756                                           | 887 (100%)                                    | 928 (100%)                                    | 1 043 (100%)                                  |
| Varones                                       | 365                                           | -                                             | -                                             | -                                             |
| Mujeres                                       | 391                                           | -                                             | -                                             | -                                             |
| Serbios                                       | 743                                           | 837 (94,36%)                                  | 903 (97,31%)                                  | 1.034 (99,14%)                                |
| Croatas                                       | 4                                             | 4 (0,45%)                                     | 2 (0,22%)                                     | 1 (0,1%)                                      |
| Bosniacos                                     | 1                                             | -                                             | -                                             | -                                             |
| Eslovenos                                     | -                                             | -                                             | -                                             | -                                             |
| Musulmanes                                    | -                                             | -                                             | -                                             | -                                             |
| Montenegrinos                                 | -                                             | -                                             | -                                             | -                                             |
| Macedonios                                    | -                                             | -                                             | -                                             | -                                             |
| Gitanos                                       | -                                             | -                                             | -                                             | -                                             |
| Albaneses                                     | -                                             | -                                             | -                                             | -                                             |
| Ukranianos                                    | -                                             | -                                             | -                                             |                                               |
| Yugoslavos                                    | -                                             | 34 (3,83%)                                    | 20 (2,16%)                                    | 4 (0,38%)                                     |
| Otros                                         | 2                                             | 12 (1,35%)                                    | 3 (0,32%)                                     | 4 (0,38%)                                     |
| Sin declarar                                  | 5                                             | -                                             | -                                             | -                                             |
| Desconocidos                                  | 1                                             | -                                             | -                                             | -                                             |